# Eulaema atleticana
Eulaema atleticana é uma espécie de abelha da tribo Euglossini.
Descoberta pelo biólogo André Nemésio da Universidade Federal de Minas Gerais, seu nome é inspirado no Clube Atlético Mineiro, devido à similaridade da coloração da abelha com o uniforme do clube. A descrição da espécie foi publicada no periódico Zootaxa, da Nova Zelândia, na edição de 17 de março de 2009.

## Distribuição
Ela é encontrada exclusivamente na Mata Atlântica brasileira.

## Descrição
A espécie possui o corpo negro com faixas estreitas amarelas no abdome.